# 10510 Maxschreier
10510 Maxschreier este un asteroid din centura principală, descoperit pe 3 aprilie 1989, de Eric Elst.